# ويشوما
ويشوما لاعب رفع أثقال تايلاندي (من مواليد 10 أغسطس 2004) بطل العالم برفع الأثقال إذ حصل على ميداليتين ذهبيتين وميدالية فضية وحطّم الرقم القياسي العالمي السابق الذي بلغ 194 كجم في منافسات النتر لفئة 73 كجم، وذلك بعد أن رفع 195 كجم، ضمن بطولة العالم لرفع الأثقال للكبار التي استضافها الرياض.